# А. Аудгільд Сульберґ
А. Аудгільд Сульберґ (норв. A. Audhild Solberg; нар. 12 квітня 1975) — норвезька письменниця, авторка підліткової літератури, літературний критик, рецензентка, перекладачка. У 2014 році вийшла її дебютна книжка «Хто проти суперкрутих», яку згодом видали в Німеччині, Франції, Швеції, Данії, Нідерландах, Чехії, Україні.

## Життєпис
Народилася у 1975 році. Спеціалізується на скандинавській літературі. Протягом багатьох років працювала у видавничій сфері.
Дебютна книжка «Хто проти суперкрутих» вийшла у 2014 році у норвезькому видавництві «Aschehoug». У 2015 році вийшло продовження історії про дівчинку-альбіноска Анне Беа — «Суперкруті догралися». У 2016 році письменниця закінчила роботу над третьою частиною — «Привиди проти суперкрутих».
Живе та працює в Осло.
У 2017 році на запрошення «Видавництва Старого Лева» і за підтримки літературної фундації NORLA та Посольства Норвегії  відвідала Україну як спеціальний іноземний гість Книжкового Арсеналу, де поспілкувалася зі своїми українськими читачами.

## Українські переклади
- Хто проти суперкрутих / А. Аудгільд Сульберґ ; пер. з норв. Наталі Іваничук. — Львів : Видавництво Старого Лева, 2016. — 208 с.
- Суперкруті догралися / А. Аудгільд Сульберґ ; пер. з норв. Наталі Іваничук. — Львів : Видавництво Старого Лева, 2017. — 192 с.
- Привиди проти суперкрутих / А. Аудгільд Сульберґ ; пер. з норв. Наталі Іваничук. — Львів : Видавництво Старого Лева, 2017. — 200 с.
- Таємниця суперкрутих / А. Аудгільд Сульберґ ; пер. з норв. Наталі Іваничук. — Львів : Видавництво Старого Лева, 2018. — 184 с.

### Рецензії
- Д. Шульга. Краса по-норвезьки. Підліткове чтиво [Архівовано 30 червня 2016 у Wayback Machine.]
- М. Київська. «Хто проти суперкрутих»: білі ворони завдають удару у відповідь [Архівовано 19 лютого 2017 у Wayback Machine.]